# Brignemont
Brignemont (Brinhemont en occitan) est une commune française située dans le département de la Haute-Garonne, en région Occitanie. Sur le plan historique et culturel, la commune est dans le pays de Rivière-Verdun, un petit pays d'élection de l'est de la Gascogne, à l'écart des grandes voies de communication, et s'étageant sur les terrasses de la rive gauche de la Garonne, entre la vallée de la Save et la Lomagne, et se prolongeant en Gascogne toulousaine.
Exposée à un climat océanique altéré, elle est drainée par le Lambon, le ruisseau de Nadesse, le Brounan, le ruisseau du Junau et par divers autres petits cours d'eau. La commune possède un patrimoine naturel remarquable composé d'une zone naturelle d'intérêt écologique, faunistique et floristique.
Brignemont est une commune rurale qui compte 367 habitants en 2022, après avoir connu un pic de population de 1 012 habitants en 1821. Elle fait partie de l'aire d'attraction de Toulouse. Ses habitants sont appelés les Brignemontois ou  Brignemontoises.
Le patrimoine architectural de la commune comprend un immeuble protégé au titre des monuments historiques : le moulin-Neuf, classé en 1991.

## Géographie

### Localisation
La commune de Brignemont se trouve dans le département de la Haute-Garonne, en région Occitanie.
Elle se situe à 41 km à vol d'oiseau de Toulouse, préfecture du département, et à 28 km de Léguevin, bureau centralisateur du canton de Léguevin dont dépend la commune depuis 2015 pour les élections départementales.
La commune fait en outre partie du bassin de vie de Cadours.
Les communes les plus proches sont : 
Le Causé (2,8 km), Cabanac-Séguenville (3,9 km), Goas (4,3 km), Gariès (4,4 km), Sainte-Anne (4,5 km), Cox (4,8 km), Sarrant (4,9 km), Faudoas (5,4 km).
Sur le plan historique et culturel, Brignemont fait partie du pays de Rivière-Verdun, un petit pays d'élection de l'est de la Gascogne sis à l'écart des grandes voies de communication. Ce territoire s'étage sur les terrasses de la rive gauche de la Garonne, entre la vallée de la Save et la Lomagne, et se prolonge plein est en Gascogne toulousaine.
Brignemont est limitrophe de huit autres communes dont deux dans le département du Gers et deux dans le département de Tarn-et-Garonne.
Les communes limitrophes sont  Cabanac-Séguenville, Cox, Lagraulet-Saint-Nicolas, Laréole, Le Causé, Maubec, Sainte-Anne et Sarrant.
| Maubec (Tarn-et-Garonne) | Le Causé (Tarn-et-Garonne) | Cabanac-Séguenville     |
| Sarrant (Gers)           | Brignemont                 | Lagraulet-Saint-Nicolas |
| Sainte-Anne (Gers)       | Laréole                    | Cox                     |

### Géologie et relief
La superficie de la commune est de 2 196 hectares ; son altitude varie de 136  à   286 mètres.

### Hydrographie

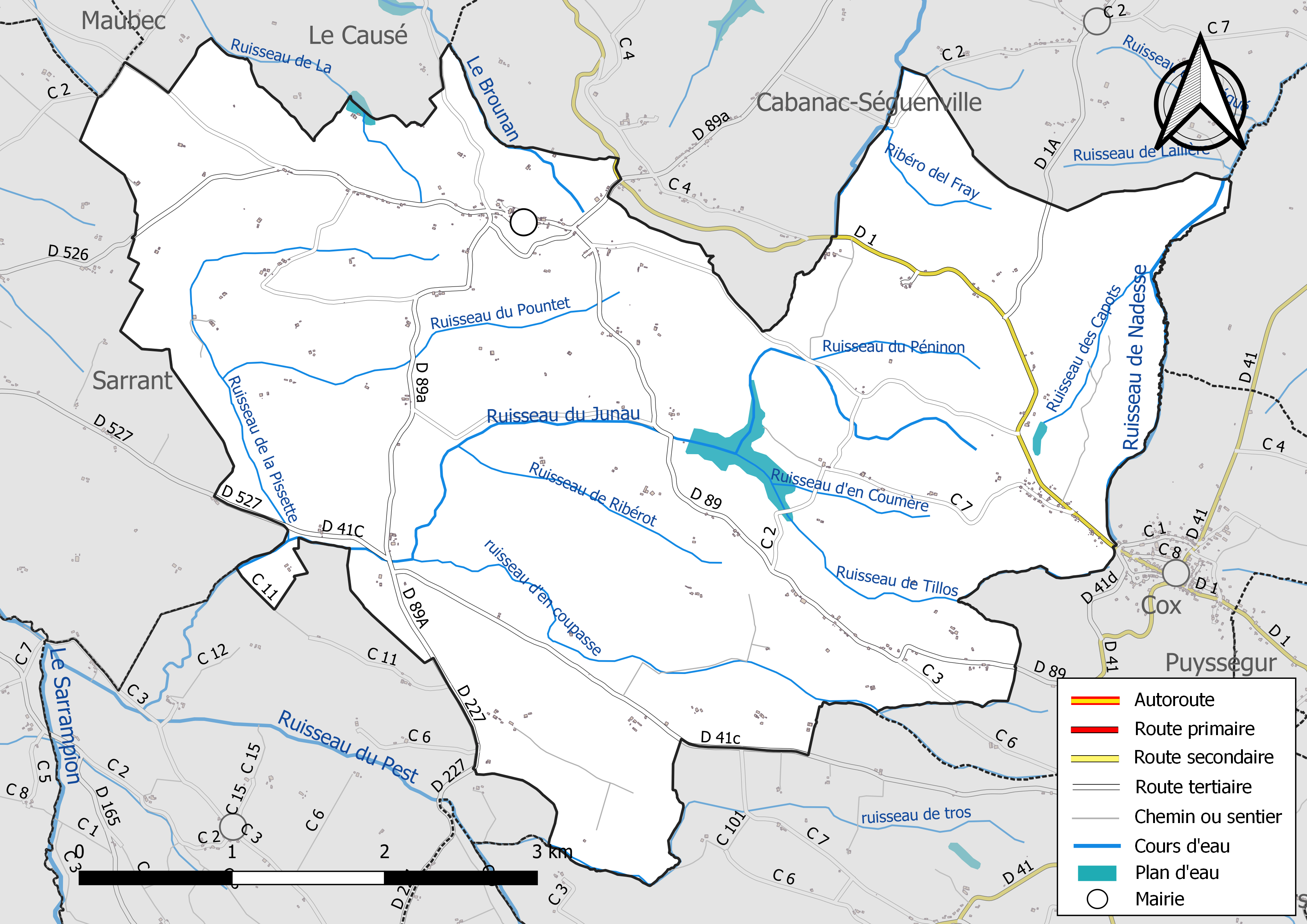
Réseaux hydrographique et routier de Brignemont.

La commune est dans le bassin de la Garonne, au sein du bassin hydrographique Adour-Garonne. Elle est drainée par le Lambon, le ruisseau de Nadesse, le Brounan, le ruisseau du Junau, Ribéro del Fray, le ruisseau de Coumos, le ruisseau de La, le ruisseau de la Pissette, le ruisseau d'en Coumère, le ruisseau d'en coupasse, le ruisseau de Ribérot, le ruisseau des Capots, le ruisseau de Tillos, le ruisseau de tros, et par un petit cours d'eau, constituant un réseau hydrographique de 29 km de longueur totale,.
Le Lambon, d'une longueur totale de 25,8 km, prend sa source dans la commune et s'écoule du sud-ouest vers le nord-est. Il traverse la commune et se jette dans la Garonne à Mas-Grenier, après avoir traversé 9 communes.
Le ruisseau de Nadesse, d'une longueur totale de 23,9 km, prend sa source dans la commune de Cox et s'écoule du sud-ouest vers le nord-est. Il traverse la commune et se jette dans la Garonne à Verdun-sur-Garonne, après avoir traversé 7 communes.

### Climat
Pour des articles plus généraux, voir Climat de l'Occitanie et Climat de la Haute-Garonne.
En 2010, le climat de la commune est de type climat du Bassin du Sud-Ouest, selon une étude s'appuyant sur une série de données couvrant la période 1971-2000. En 2020, Météo-France publie une typologie des climats de la France métropolitaine dans laquelle la commune est exposée à un climat océanique altéré et est dans la région climatique Aquitaine, Gascogne, caractérisée par une pluviométrie abondante au printemps, modérée en automne, un faible ensoleillement au printemps, un été chaud (19,5 °C), des vents faibles, des brouillards fréquents en automne et en hiver et des orages fréquents en été (15 à 20 jours).
Pour la période 1971-2000, la température annuelle moyenne est de 13,3 °C, avec une amplitude thermique annuelle de 16,1 °C. Le cumul annuel moyen de précipitations est de 734 mm, avec 9,9 jours de précipitations en janvier et 5,9 jours en juillet. Pour la période 1991-2020, la température moyenne annuelle observée sur la station météorologique la plus proche, située sur la commune de Blagnac à 36 km à vol d'oiseau, est de 14,2 °C et le cumul annuel moyen de précipitations est de 627,0 mm,. Pour l'avenir, les paramètres climatiques de la commune estimés pour 2050 selon différents scénarios d'émission de gaz à effet de serre sont consultables sur un site dédié publié par Météo-France en novembre 2022.

### Milieux naturels et biodiversité

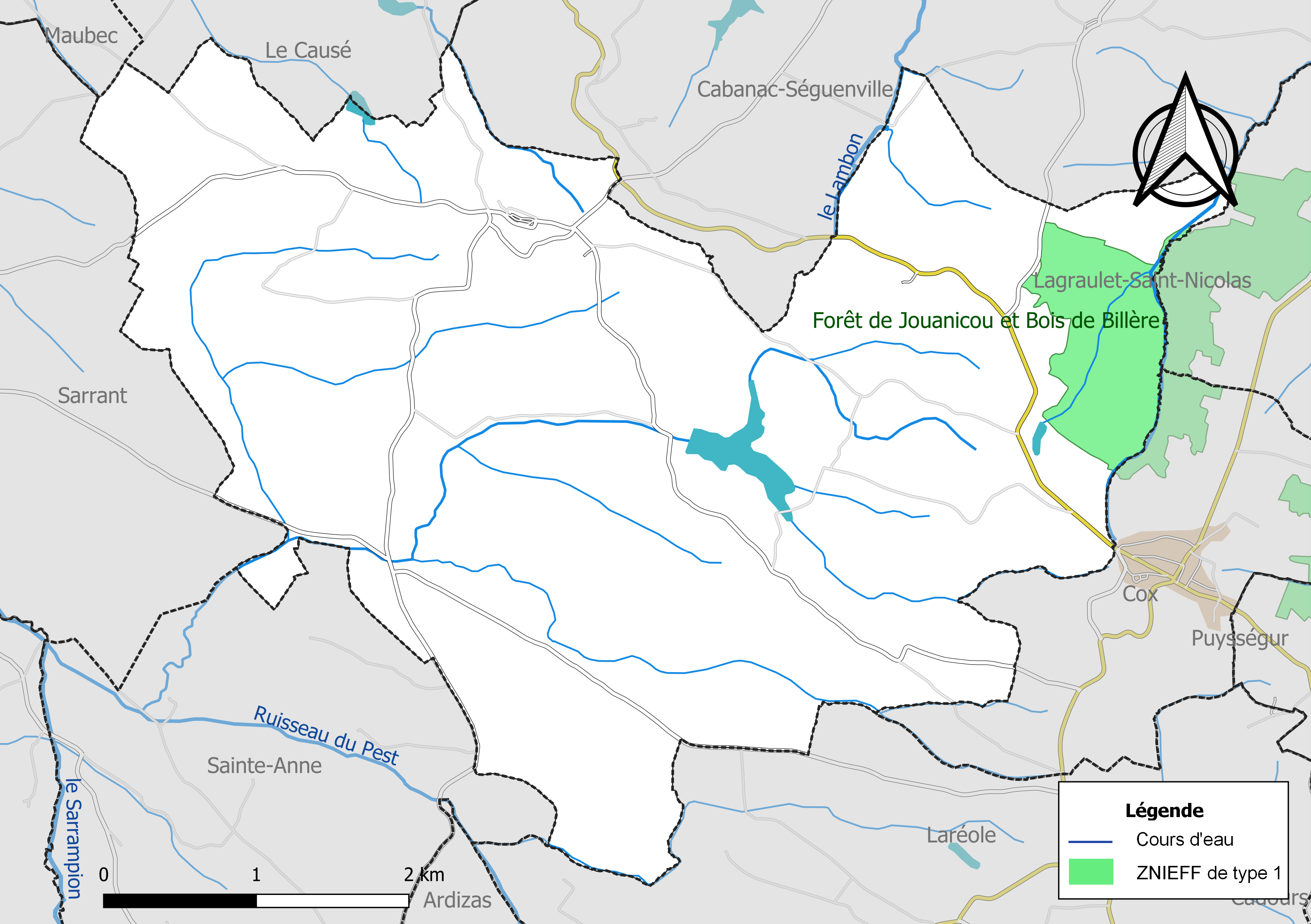
Carte de la ZNIEFF de type 1 localisée sur la commune.

L’inventaire des zones naturelles d'intérêt écologique, faunistique et floristique (ZNIEFF) a pour objectif de réaliser une couverture des zones les plus intéressantes sur le plan écologique, essentiellement dans la perspective d’améliorer la connaissance du patrimoine naturel national et de fournir aux différents décideurs un outil d’aide à la prise en compte de l’environnement dans l’aménagement du territoire.
Une ZNIEFF de type 1 est recensée sur la commune :
la « forêt de Jouanicou et bois de Billère » (457 ha), couvrant 4 communes du département.

## Urbanisme

### Typologie
Au 1er janvier 2024, Brignemont est catégorisée commune rurale à habitat très dispersé, selon la nouvelle grille communale de densité à sept niveaux définie par l'Insee en 2022.
Elle est située hors unité urbaine. Par ailleurs la commune fait partie de l'aire d'attraction de Toulouse, dont elle est une commune de la couronne,. Cette aire, qui regroupe 527 communes, est catégorisée dans les aires de 700 000 habitants ou plus (hors Paris),.

### Voies de communication et transports
Accès avec le réseau Arc-en-ciel de Haute-Garonne.

### Risques majeurs
Le territoire de la commune de Brignemont est vulnérable à différents aléas naturels : météorologiques (tempête, orage, neige, grand froid, canicule ou sécheresse), inondations et séisme (sismicité très faible). Un site publié par le BRGM permet d'évaluer simplement et rapidement les risques d'un bien localisé soit par son adresse soit par le numéro de sa parcelle.
Certaines parties du territoire communal sont susceptibles d’être affectées par le risque d’inondation par débordement de cours d'eau, notamment le ruisseau de Nadesse. La commune a été reconnue en état de catastrophe naturelle au titre des dommages causés par les inondations et coulées de boue survenues en 1982, 1994, 1999, 2009 et 2017,.

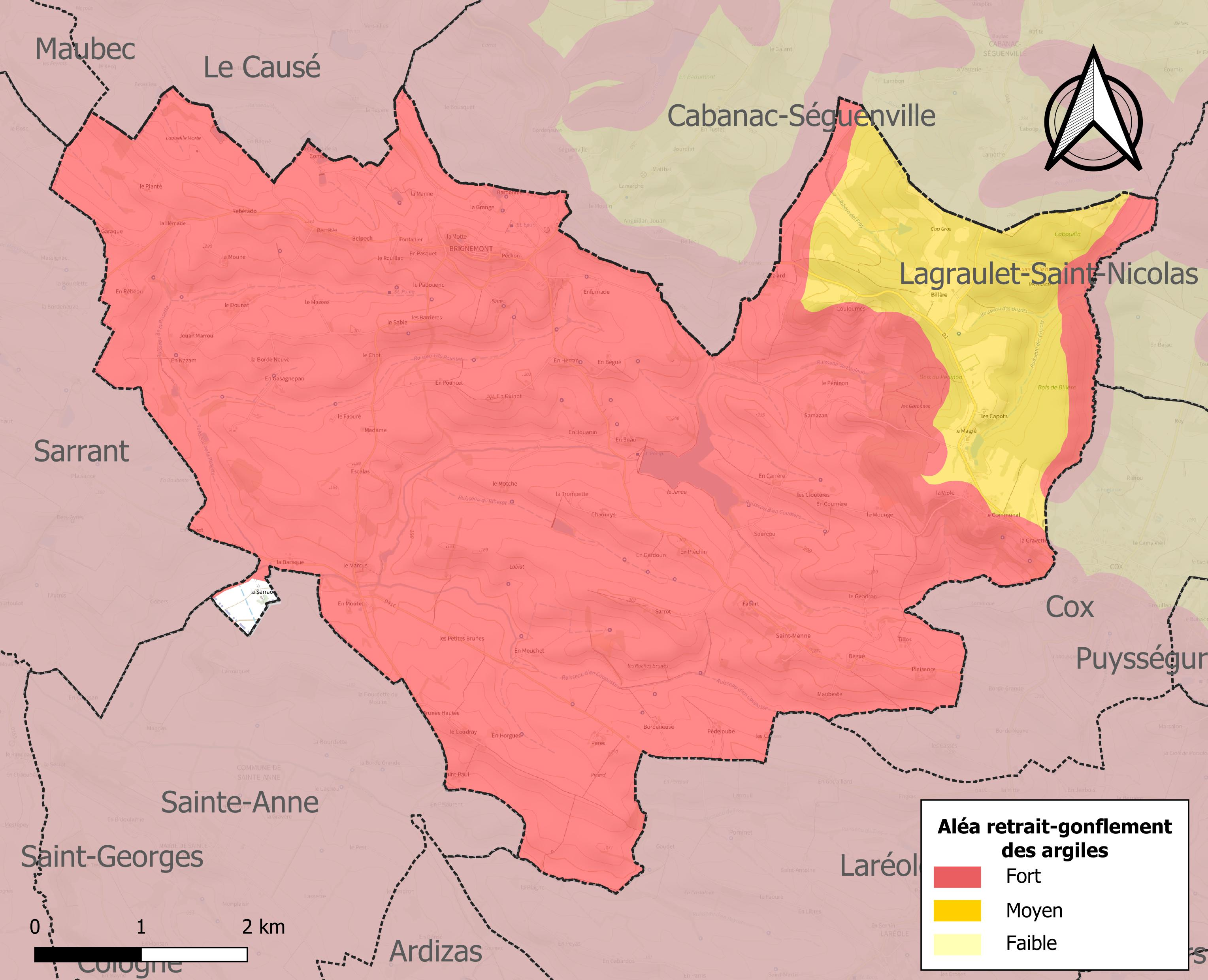
Carte des zones d'aléa retrait-gonflement des sols argileux de Brignemont.

Le retrait-gonflement des sols argileux est susceptible d'engendrer des dommages importants aux bâtiments en cas d’alternance de périodes de sécheresse et de pluie. 99,6 % de la superficie communale est en aléa moyen ou fort (88,8 % au niveau départemental et 48,5 % au niveau national). Sur les 195 bâtiments dénombrés sur la commune en 2019, 194 sont en aléa moyen ou fort, soit 99 %, à comparer aux 98 % au niveau départemental et 54 % au niveau national. Une cartographie de l'exposition du territoire national au retrait gonflement des sols argileux est disponible sur le site du BRGM,.
Par ailleurs, afin de mieux appréhender le risque d’affaissement de terrain, l'inventaire national des cavités souterraines permet de localiser celles situées sur la commune.
Concernant les mouvements de terrains, la commune a été reconnue en état de catastrophe naturelle au titre des dommages causés par la sécheresse en 1989, 1992, 1999, 2002 et 2011 et par des mouvements de terrain en 1999.

## Histoire
Le village aurait peut-être été bâti sur un ancien oppidum celte (en occurrence, les Volques Tectosages). Étant un ancien village de potiers (comme la commune de Cox, située à quelques kilomètres, dans la Haute-Garonne), Brignemont (anciennement appelé Brugimonte jusqu'en 1539) présenterait un intérêt archéologique. Toute la surface du village est « percée » par de nombreux puits aux formes évasées où il a été retrouvé des cendres et des ossements d'animaux. Il est possible que ce soient des vestiges d'offrandes d'anciens rites funéraires. On aurait découvert un puits contenant des inscriptions. Dans certains de ces puits, il a été trouvé des fragments de poteries pouvant dater du XVIe siècle. Plusieurs maisons du village ont d'anciennes caves, parfois reliées par des souterrains. L'ancienne école des filles est habitée, et l'ancienne école des garçons se trouvait à emplacement de l'école primaire actuelle. Tout le potentiel archéologique de Brignemont n'a pas encore été exploré. Brignemont a bénéficié d'une charte en 1310.
En 1778 dans ce village, on luttait encore contre les loups. Extrait de la délibération consulaire du 29 mars : sur incitation du subdélégué de l'Intendant, il a été décidé qu'on donne pouvoir aux consuls d'acheter une bête, âne, cheval ou brebis, au plus bas prix, ainsi que la quantité de noix vomique nécessaire, pour la dite bête être conduite du côté de Saint Etienne où elle sera tuée, écorchée, découpée et saupoudrée de noix vomique, en dedans et en dehors. Et, au bout de huit à dix jours d'exposition, en faire enterrer les restes. Information sera donnée à l'Intendant du nombre de loups qui seront trouvés morts.

### Les moulins de Brignemont
Pendant des siècles, ils ont fait partie du paysage. Au XVIIIe siècle, on en comptait 6 sur la carte de Cassini (1725). Cinq ont complètement disparu ou ne sont plus qu'un tas de décombres : Belpech, Sarrot, Séguenville, La Guille vers Sarrant et Grisfoulet vers Saint-Paul. Il reste encore le moulin neuf, classé monument historique en 1991 et restauré en 1996. Le moulin se visite et produit à nouveau de la farine. À noter que de 1955 à 1969, un minoterie fut créée dans le village près de l'église.

## Politique et administration

### Administration municipale
Le nombre d'habitants au recensement de 2017 étant compris entre 100 habitants et 499 habitants, le nombre de membres du conseil municipal pour l'élection de 2020 est de onze,.

### Rattachements administratifs et électoraux
Commune faisant partie de la sixième circonscription de la Haute-Garonne, de la communauté de communes des Hauts Tolosans et du canton de Léguevin (avant le redécoupage départemental de 2014, Brignemont faisait partie de l'ex-canton de Cadours) et avant le 1er janvier 2017 de la communauté de communes des Coteaux de Cadours.

### Liste des maires
| Période                                  | Période  | Identité         | Étiquette | Qualité                    |
| ---------------------------------------- | -------- | ---------------- | --------- | -------------------------- |
| Les données manquantes sont à compléter. |          |                  |           |                            |
| mars 2001                                | mai 2020 | Alain Cluzet     | PS        | Retraité Fonction publique |
| mai 2020                                 | En cours | Jérôme Boussarot |           | Agriculteur                |

## Population et société

### Démographie
L'évolution du nombre d'habitants est connue à travers les recensements de la population effectués dans la commune depuis 1793. Pour les communes de moins de 10 000 habitants, une enquête de recensement portant sur toute la population est réalisée tous les cinq ans, les populations de référence des années intermédiaires étant quant à elles estimées par interpolation ou extrapolation. Pour la commune, le premier recensement exhaustif entrant dans le cadre du nouveau dispositif a été réalisé en 2004.

En 2022, la commune comptait 367 habitants, en évolution de −6,62 % par rapport à 2016 (Haute-Garonne : +8,02 %, France hors Mayotte : +2,11 %).
| 1793 | 1800 | 1806 | 1821  | 1831 | 1836  | 1841 | 1846 | 1851 |
| ---- | ---- | ---- | ----- | ---- | ----- | ---- | ---- | ---- |
| 750  | 769  | 935  | 1 012 | 999  | 1 003 | 946  | 993  | 997  |

| 1856 | 1861 | 1866 | 1872 | 1876 | 1881 | 1886 | 1891 | 1896 |
| ---- | ---- | ---- | ---- | ---- | ---- | ---- | ---- | ---- |
| 921  | 881  | 882  | 833  | 803  | 786  | 734  | 758  | 719  |

| 1901 | 1906 | 1911 | 1921 | 1926 | 1931 | 1936 | 1946 | 1954 |
| ---- | ---- | ---- | ---- | ---- | ---- | ---- | ---- | ---- |
| 635  | 612  | 570  | 482  | 494  | 489  | 499  | 482  | 485  |

| 1962 | 1968 | 1975 | 1982 | 1990 | 1999 | 2004 | 2006 | 2009 |
| ---- | ---- | ---- | ---- | ---- | ---- | ---- | ---- | ---- |
| 390  | 324  | 330  | 338  | 314  | 317  | 328  | 342  | 393  |

| 2014 | 2019 | 2022 | - | - | - | - | - | - |
| ---- | ---- | ---- | - | - | - | - | - | - |
| 392  | 374  | 367  | - | - | - | - | - | - |

| selon la population municipale des années : | 1968 | 1975 | 1982 | 1990 | 1999 | 2006 | 2009 | 2013 |
| Rang de la commune dans le département      | 217  | 261  | 235  | 260  | 276  | 283  | 271  | 277  |
| Nombre de communes du département           | 592  | 582  | 586  | 588  | 588  | 588  | 589  | 589  |

### Enseignement
Brignemont fait partie de l'académie de Toulouse.

### Sports
Chasse, pétanque.

## Économie

### Revenus
En 2018  (données Insee publiées en septembre 2021), la commune compte 160 ménages fiscaux, regroupant 364 personnes. La médiane du revenu disponible par unité de consommation est de 20 710 € (23 140 € dans le département).

### Emploi
|                | 2008  | 2013   | 2018  |
| -------------- | ----- | ------ | ----- |
| Commune        | 7,4 % | 11,1 % | 6,8 % |
| Département    | 7,7 % | 9,6 %  | 9,3 % |
| France entière | 8,3 % | 10 %   | 10 %  |

En 2018, la population âgée de 15 à 64 ans s'élève à 225 personnes, parmi lesquelles on compte 79,2 % d'actifs (72,4 % ayant un emploi et 6,8 % de chômeurs) et 20,8 % d'inactifs,. Depuis 2008, le taux de chômage communal (au sens du recensement) des 15-64 ans est inférieur à celui de la France et du département.
La commune fait partie de la couronne de l'aire d'attraction de Toulouse, du fait qu'au moins 15 % des actifs travaillent dans le pôle,. Elle compte 43 emplois en 2018, contre 48 en 2013 et 43 en 2008. Le nombre d'actifs ayant un emploi résidant dans la commune est de 166, soit un indicateur de concentration d'emploi de 25,7 % et un taux d'activité parmi les 15 ans ou plus de 58,6 %.
Sur ces 166 actifs de 15 ans ou plus ayant un emploi, 35 travaillent dans la commune, soit 21 % des habitants. Pour se rendre au travail, 87,1 % des habitants utilisent un véhicule personnel ou de fonction à quatre roues, 3,7 % s'y rendent en deux-roues, à vélo ou à pied et 9,2 % n'ont pas besoin de transport (travail au domicile).

### Activités hors agriculture
18 établissements sont implantés  à Brignemont au 31 décembre 2019.
Le secteur des activités spécialisées, scientifiques et techniques et des activités de services administratifs et de soutien est prépondérant sur la commune puisqu'il représente 33,3 % du nombre total d'établissements de la commune (6 sur les 18 entreprises implantées  à Brignemont), contre 19,8 % au niveau départemental.

### Agriculture
La commune est dans les « Coteaux du Gers », une petite région agricole occupant une partie nord-ouest du département de la Haute-Garonne, caractérisée par une succession de coteaux peu accidentés, les surfaces cultivées étant entièrement dévolues aux grandes cultures. En 2020, l'orientation technico-économique de l'agriculture  sur la commune est la culture de céréales et/ou d'oléoprotéagineuses.
|               | 1988  | 2000  | 2010  | 2020  |
| ------------- | ----- | ----- | ----- | ----- |
| Exploitations | 49    | 30    | 28    | 28    |
| SAU (ha)      | 1 831 | 1 808 | 2 094 | 2 036 |

Le nombre d'exploitations agricoles en activité et ayant leur siège dans la commune est passé de 49 lors du recensement agricole de 1988  à 30 en 2000 puis à 28 en 2010 et enfin à 28 en 2020, soit une baisse de 43 % en 32 ans. Le même mouvement est observé à l'échelle du département qui a perdu pendant cette période 57 % de ses exploitations,. La surface agricole utilisée sur la commune a quant à elle augmenté, passant de 1 831 ha en 1988 à 2 036 ha en 2020. Parallèlement la surface agricole utilisée moyenne par exploitation a augmenté, passant de 37 à 73 ha.

## Culture locale et patrimoine

### Lieux et monuments
- Moulin du XVIIIe siècle bâti en briques toulousaines recouvertes de chaux aérienne, classé Monument historique le 25 novembre 1991[41].

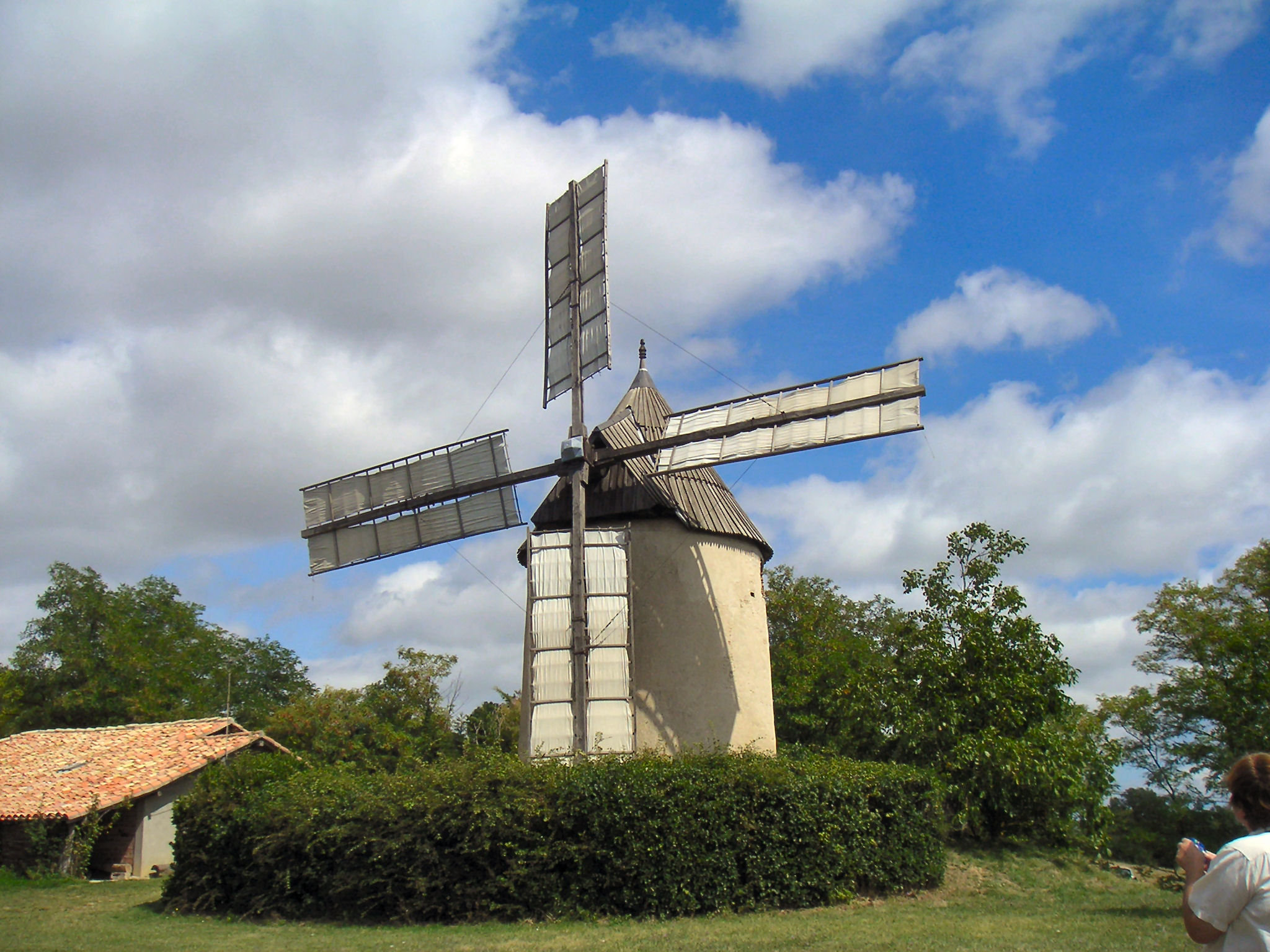
Le moulin de Brignemont.

- Église Saint-Michel.
- Église Sainte-Menne.

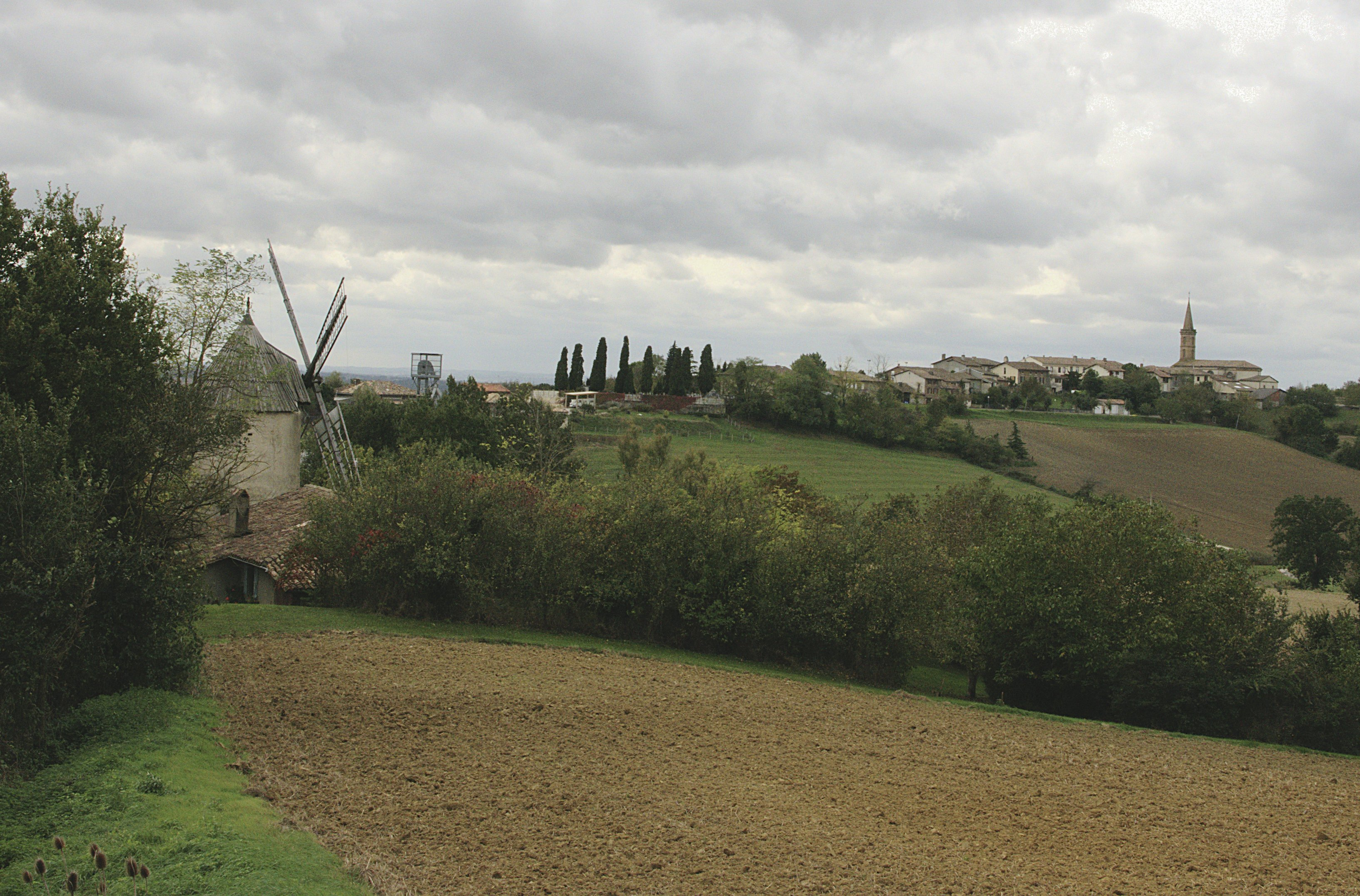
Village et moulin de Brignemont.
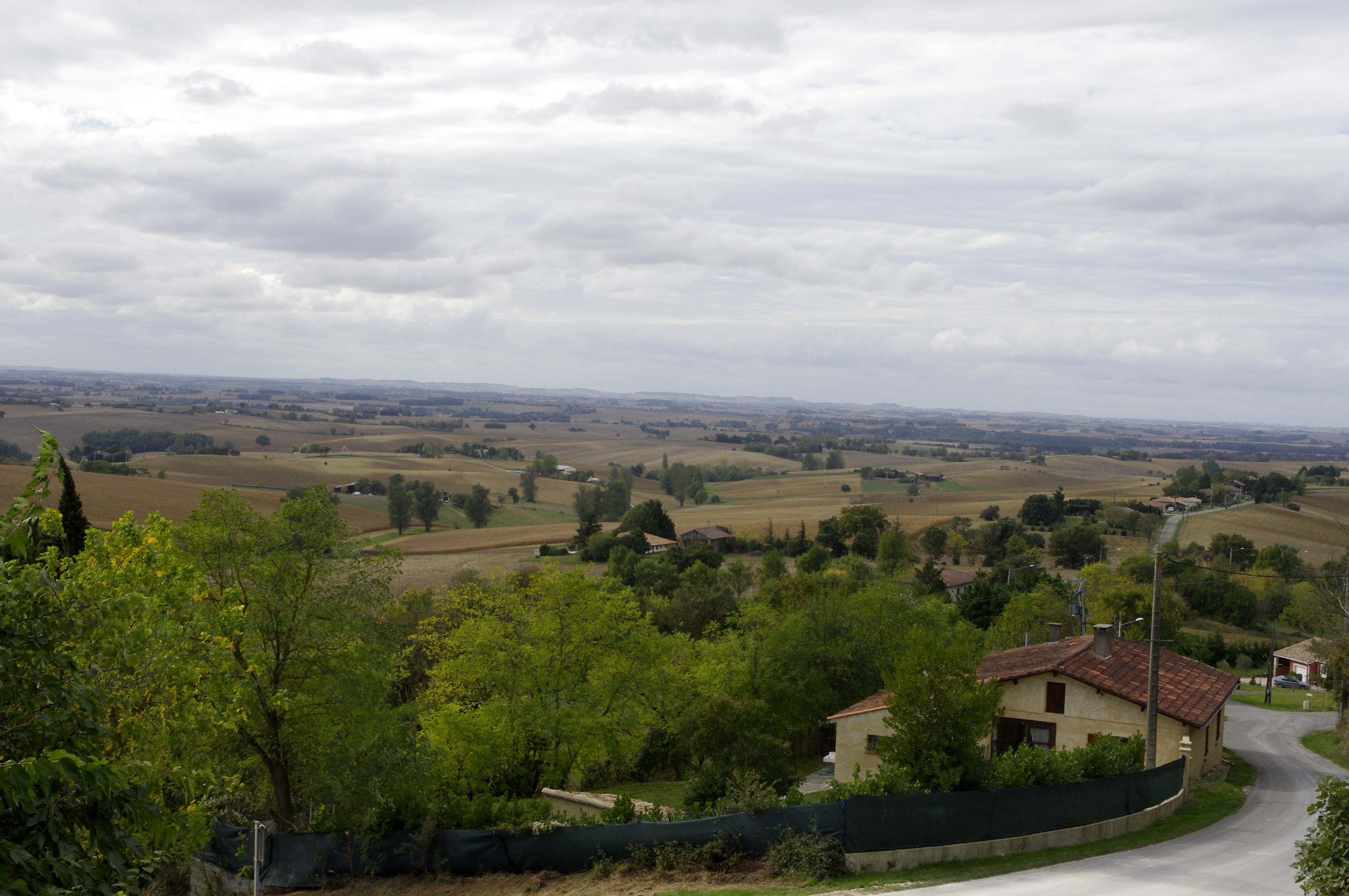
La plaine vue depuis l'église.
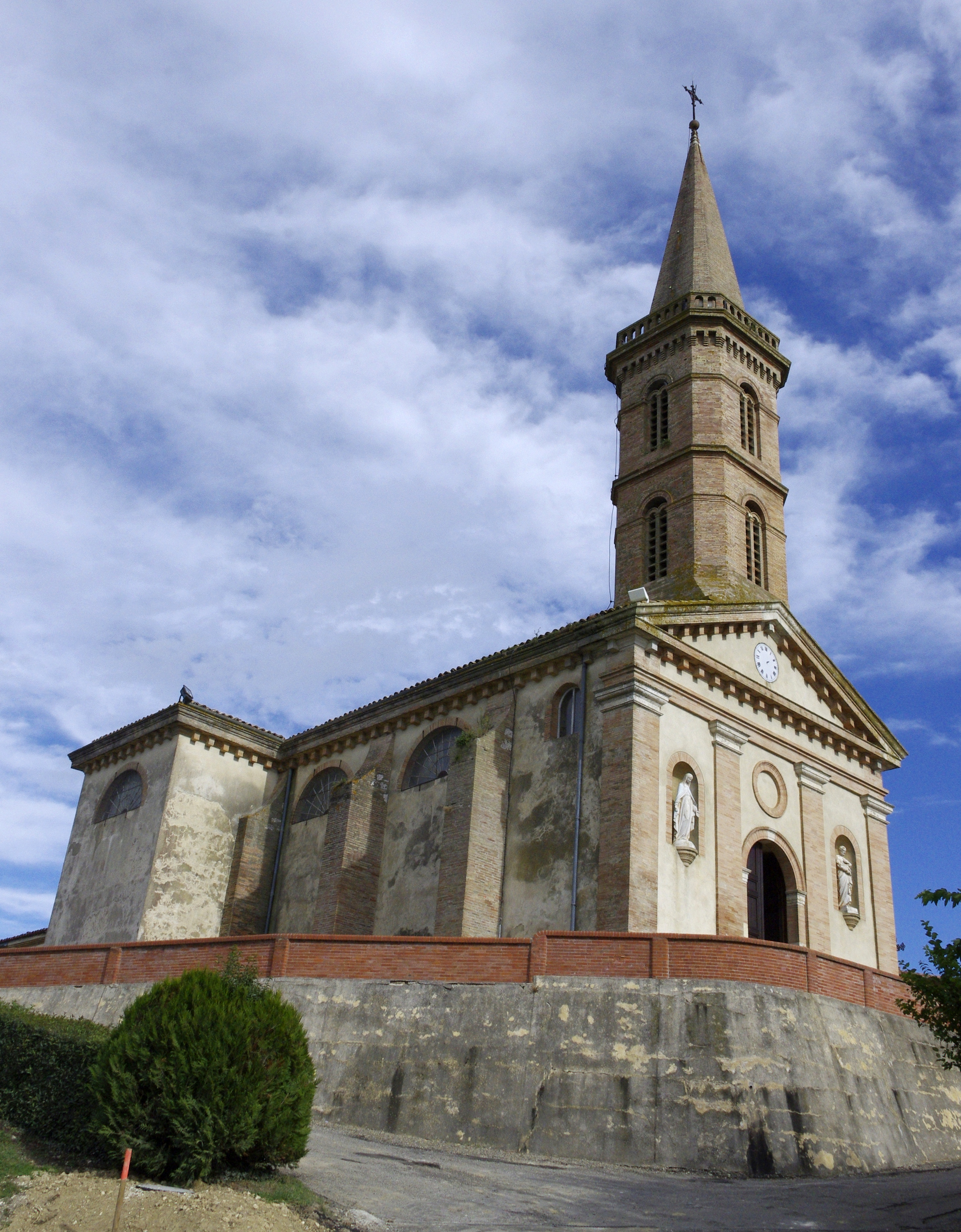
L'église.

### Héraldique
| Brignemont | Son blasonnement est : D'azur s13 juillet 2021 d'argent à Saint Michel d'or brochant sur le tout. |